# 瓦尼勒努瓦爾山
46°31′42.5″N 7°8′54.1″E / 46.528472°N 7.148361°E

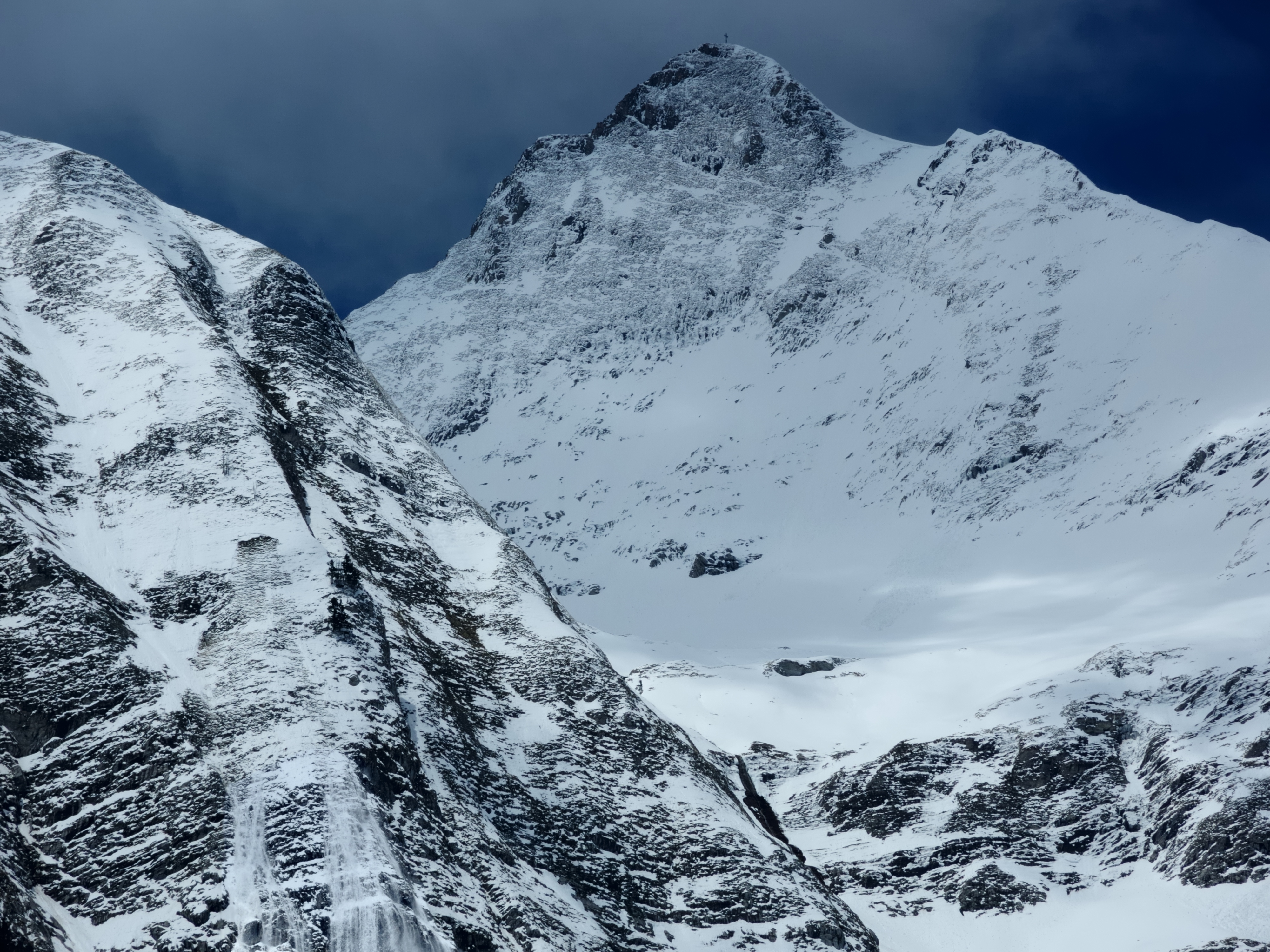

瓦尼勒努瓦爾山（法語：Vanil Noir）是瑞士的山峰，位於該國西部，處於弗里堡州和沃州接壤的邊界，屬於阿爾卑斯山的一部分，距離古姆弗盧赫山10公里，海拔高度2,389米。